# Brnjic
Brnjic (en cyrillique : Брњиц) est un village de Bosnie-Herzégovine. Il est situé dans la municipalité de Kakanj, dans le canton de Zenica-Doboj et dans la fédération de Bosnie-et-Herzégovine. Selon les premiers résultats du recensement bosnien de 2013, il compte 322 habitants.

## Démographie

### Évolution historique de la population
| 1948 | 1953 | 1961 | 1971 | 1981  | 1991 | 2013 |
| ---- | ---- | ---- | ---- | ----- | ---- | ---- |
| -    | -    | 762  | 894  | 1 191 | 820  | 322  |

|  |

### Répartition de la population par nationalités (1991)
En 1991, les 820 habitants du village étaient tous Musulmans (bosniaques).

### Communauté locale
En 1991, la communauté locale de Brnjic comptait 1 757 habitants, répartis de la manière suivante :